# Dicranomyia (Dicranomyia) kamakensis
Dicranomyia (Dicranomyia) kamakensis is een tweevleugelige uit de familie steltmuggen (Limoniidae). De soort komt voor in het Palearctisch gebied.